# Hans Heinrich Adam
Hans Heinrich Adam (* 28. Oktober 1919 in Aachen; † 19. April 2007 in Bad Tölz) war ein deutscher Kunstmaler.

## Leben
Hans Heinrich Adam studierte an der Düsseldorfer Kunstakademie und an der Hermann-Göring-Meisterschule für Malerei in Kronenburg/Eifel bei Werner Peiner. Er lebte über drei Jahrzehnte in Arnoldshain im Taunus und schuf hauptsächlich Kirchenfenster in Frankfurt am Main.

## Werke (Auswahl)
- Gemälde und Wandteppiche im Evangelischen Gemeindezentrum Muecke Bernsfeld[1]
- Kirchenfenster der Bethanienkirche, Frankfurter Berg
- Kirchenfenster der Heiliggeistkirche des Dominikanerklosters, Frankfurt-Innenstadt
- Kirchenfenster der Dornbuschkirche, Frankfurt-Dornbusch
- Kirchenfenster der Neuen St. Nicolai-Kirche, Frankfurt-Ostend
- Betonglasfenster der Epiphaniaskirche, Frankfurt-Nordend
- Mosaikwand des Propst-Weinberger-Hauses, Bad Nauheim
- Betonglasfenster der Stephanuskirche, Frankfurt-Unterliederbach
- Kirchenfenster der Friedenskirche in Bonn-Kessenich